# Долина (Ровненская область)
Долина (укр. Долина) — село в Млиновской поселковой общине Дубенского района Ровненской области Украины.
До 2020 года входило в Млиновский район.
Население по переписи 2001 года составляло 23 человека. Почтовый индекс — 35131. Телефонный код — 3659. Код КОАТУУ — 5623885002.